# Symfonie nr. 4 (Arnold)
Malcolm Arnold voltooide zijn Symfonie nr. 4 opus 71 op 13 juli 1960.
Arnold zou uiteindelijk negen symfonieën componeren, waarvan er twee de tand des tijds hebben doorstaan, zijn tweede en vijfde symfonie worden vaker uitgevoerd dan de anderen. Voor de vierde symfonie gold dat het een van de problematische symfonieën werd.

## Geschiedenis
De symfonie is geschreven ten tijde van de rassenrellen in de woonwijk Notting Hill, Londen in september 1958. Arnold vond het ongelooflijk dat dergelijke rellen zich konden voordoen in een beschaafd land als het Verenigd Koninkrijk. De rellen beïnvloedden de symfonie behoorlijk. De muziek werd na de eerste uitvoeringen afgekraakt; het zou te populistisch zijn geschreven (zie muziek) en men vond ook de ritmen niet passen in een symfonie (in 1960 dan). De eerste uitvoering werd gegeven door het BBC Symphony Orchestra onder leiding van de componist, William Glock had de opdracht voor het werk verstrekt ter faveure van de BBC. Plaats van handeling was de Royal Festival Hall in Londen. Wellicht vond Arnold achteraf ook dat het allemaal net iets te veel was en kwam binnen het jaar met zijn vijfde symfonie, die beter in het klassieke idioom paste.

## Muziek
De symfonie is geschreven in de traditionele vierdelige opzet, een scherzo ontbreekt daarin niet (deel 2):
1. Allegro (circa 12 minuten)
2. Vivace ma non troppo (5)
3. Andantino (12)
4. Con fuoco (vurig)(8)

### Orkestratie
- 2 dwarsfluiten waarvan 1 piccolo, 2 hobo’s, 2 klarinetten, 2 fagotten waarvan 1 contrafagot
- 4 hoorn, 3 trompetten, 3 trombones, 1 tuba
- pauken, 3 man / vrouw percussie, harp, celesta
- violen, altviolen, celli, contrabassen.

De percussie-instrumenten zijn afkomstig uit de Caraiben en Zuid-Amerika en geven het werk een exotisch tintje met name de delen een en vier. De hoofdmoot van deel een is geschreven in de 8/8 maat, de melodielijn loopt volgens het marstempo met de nadruk op de eenheden 1,3,5 en 7; de begeleiding speelt diezelfde maatsoort maar legt de klemtoon op 1, 4 en 6. Dat laatste zorgt ervoor dat het deel voor klassieke muziek aardig swingt, hetgeen voor de recensenten niet verkoopbaar was. In deel twee laat de componist bijna muziekinstrumenten achter elkaar een solo spelen; de percussie ontbreekt bijna geheel. Alleen percussie met een lichte klank worden gebruikt. Het deel speelt zich voornamelijk af in de zesachtstenmaat. Deel drie is het introverte deel, dat door de dunne instrumentatie haast als een pastorale klinkt, muzikale conflicten ontbreken. Ook hier relatief weinig percussie, wel zijn hoorbaar de marimba en maraca's (ook weer licht van klank).

Het slotdeel is van geheel andere orde; de thema’s zijn verwerkt in een fuga, waarbij het thema een onderbreking heeft zodat de fuga niet constant doorloopt. Het andere thema wordt gespeeld door de koperblazers en bestaat uit drie opeenvolgende tonen. De eerste signalen van deze notenrij lijkt in een andere toonsoort te zijn geschreven dan die van het eerste thema van de fuga. Alles past echter op haar plaats als het eerste thema zich bevindt in de percussieinstrumenten. Tegenover de fuga in bongos, tom-tomss en andere instrumenten, die geen toonhoogte hebben staat het drietonige signaal stevig en vol vertrouwen. De strijd tussen beide thema’s wordt fel “uitgevochten”. De fuga gaat over in een mars, maar komt later weer terug. De afsluiting vindt plaats op basis van een F majeur-akkoord, hetgeen de symfonie een optimistisch eind geeft.

## Discografie
- 1974 Arnold en het BBC Symphony Orchestra op ARIES LP (Bootleg van de tweede uitvoering; credits zijn fake)
- 1990 Arnold en het London Philharmonic Orchestra op Lyrita SRCD.200 (het is het enige muziekalbum van dat label dat alleen op compact disc verscheen)
- 1994 Richard Hickox en het London Symphony Orchestra op Chandos
- 1996 Vernon Handley en het Royal Liverpool Philharmonic Orchestra op Conifer Records (niet meer verkrijgbaar; opname 31 maart en 1 april 1996 in Liverpool)
- 1998 Andrew Penny en het RTÉ National Symphony Orchestra op Naxos

## Bron
- Uitgave Conifer cd;
- Arnold nr. 4
- Dit artikel of een eerdere versie ervan is een (gedeeltelijke) vertaling van het artikel 1958 Notting Hill race riots op de Engelstalige Wikipedia, dat onder de licentie Creative Commons Naamsvermelding/Gelijk delen valt. Zie de bewerkingsgeschiedenis aldaar.